# Barksdale (Wisconsin)
Barksdale es un pueblo ubicado en el condado de Bayfield en el estado estadounidense de Wisconsin. En el Censo de 2010 tenía una población de 723 habitantes y una densidad poblacional de 4,21 personas por km².

## Geografía
Barksdale se encuentra ubicado en las coordenadas 46°36′26″N 91°3′56″O / 46.60722, -91.06556. Según la Oficina del Censo de los Estados Unidos, Barksdale tiene una superficie total de 171.67 km², de la cual 142.87 km² corresponden a tierra firme y (16.78%) 28.8 km² es agua.

## Demografía
Según el censo de 2010, había 723 personas residiendo en Barksdale. La densidad de población era de 4,21 hab./km². De los 723 habitantes, Barksdale estaba compuesto por el 95.71% blancos, el 0% eran afroamericanos, el 1.8% eran amerindios, el 0.28% eran asiáticos, el 0% eran isleños del Pacífico, el 0.14% eran de otras razas y el 2.07% pertenecían a dos o más razas. Del total de la población el 1.24% eran hispanos o latinos de cualquier raza.